# METAL MAD
METAL MAD（メタル・マッド）はLOUDNESSの26枚目のアルバム。

## 内容
1年3ヶ月ぶりにリリースした本作は樋口宗孝が生涯最後となったレコーディング作品。

## 収録曲
1. FIRE OF SPIRIT
2. METAL MAD
3. High Flyer
4. Spellbound#9
5. Crimson Paradox
6. Black and White
7. WHATSOEVER
8. CALL OF THE REAPER
9. CAN'T FIND MY WAY
10. GRAVITY
11. TRANSFORMATION

作詞：二井原実(#2 - 11)
作曲・編曲：高崎晃(#ALL)

## 参加ミュージシャン
- 二井原実 - ボーカル
- 高崎晃 - ギター
- 山下昌良 - ベース
- 樋口宗孝 - ドラム